# Stephan Apel
Stephan Apel (* 23. Januar 1958 in Köln) ist ein deutscher Arzt und Sanitätsoffizier (Admiralarzt außer Dienst). In seiner letzten Verwendung war er von 2016 bis 2022 Admiralarzt der Marine im Marinekommando in Rostock.

## Leben
Stephan Apel trat 1976 bei der 6. Kompanie des Sanitätsbataillons 110 in Budel als Grundwehrdienstleistender des Heeres in die Bundeswehr ein und wurde im gleichen Jahr als Sanitätsoffizieranwärter übernommen und wechselte zur Marine. Von Oktober 1976 bis Oktober 1982 studierte er Humanmedizin an der Westfälischen Wilhelms-Universität Münster und wurde danach im Anschluss zunächst Assistenzarzt im Bundeswehrkrankenhaus Kiel und danach Schiffsarzt auf der Fregatte Bremen. 1991 promovierte er bei Hans Schadewaldt an der Universität Düsseldorf mit einer Arbeit über die Marineärztliche Akademie 1940 bis 1945.
Nach der Qualifikation zum Fliegerarzt 1986 übernahm er im gleichen Jahr als Staffelchef den Fliegerarztbereich beim Marinefliegergeschwader 1 in Kropp. Nach fünf Jahren in dieser Verwendung wechselte er als Leitender Sanitätsoffizier zur Zerstörerflottille nach Wilhelmshaven und 1996 ins Bundesministerium der Verteidigung als Leiter des Lagezentrums für den Bosnien-Einsatz. Mitte 1996 wurde Apel schließlich stellvertretender Kommandoarzt der Flotte im Flottenkommando in Glücksburg und nahm von 2000 bis 2002 das Kommando über den Marinesanitätsabschnitt Ost in Rostock wahr.
Sein weiterer Werdegang führte über das Leitsanitätszentrum 110 in Kiel als Leiter (2002–2006) und den Posten eines Abteilungsleiters im Sanitätskommando I (2006), Kommandeur Regionale Sanitätseinrichtungen und Stellvertreter Kommandeur, ebenfalls in Kiel (2007–2012) zum Kommando Sanitätsdienst der Bundeswehr in Koblenz, wo er von 2012 bis 2016 als Abteilungsleiter A fungierte. Auf diesem Dienstposten wurde Apel zum Admiralarzt befördert. Während seiner Dienstzeit war Apel zweimal, 2003 und 2010, Kommandeur des Sanitätseinsatzverbandes des KFOR-Kontingentes im Kosovo. Vom 17. März 2016 bis September 2022 war Apel Admiralarzt der Marine im Marinekommando in Rostock. Zum 30. September 2022 trat er in den Ruhestand. Sein Nachfolger wurde Flottenarzt Dirk Stölten.
Stephan Apel ist verheiratet und hat vier Kinder.

## Auszeichnungen
- 1989 Ehrenkreuz der Bundeswehr in Silber
- 2002 Einsatzmedaille Fluthilfe 2002
- 2004 Einsatzmedaille der Bundeswehr Kosovo
- 2004 Non Article 5 NATO Medal Balkan Operations
- 2019 Einsatzmedaille der Bundeswehr Somalia